# Joseph Maillard

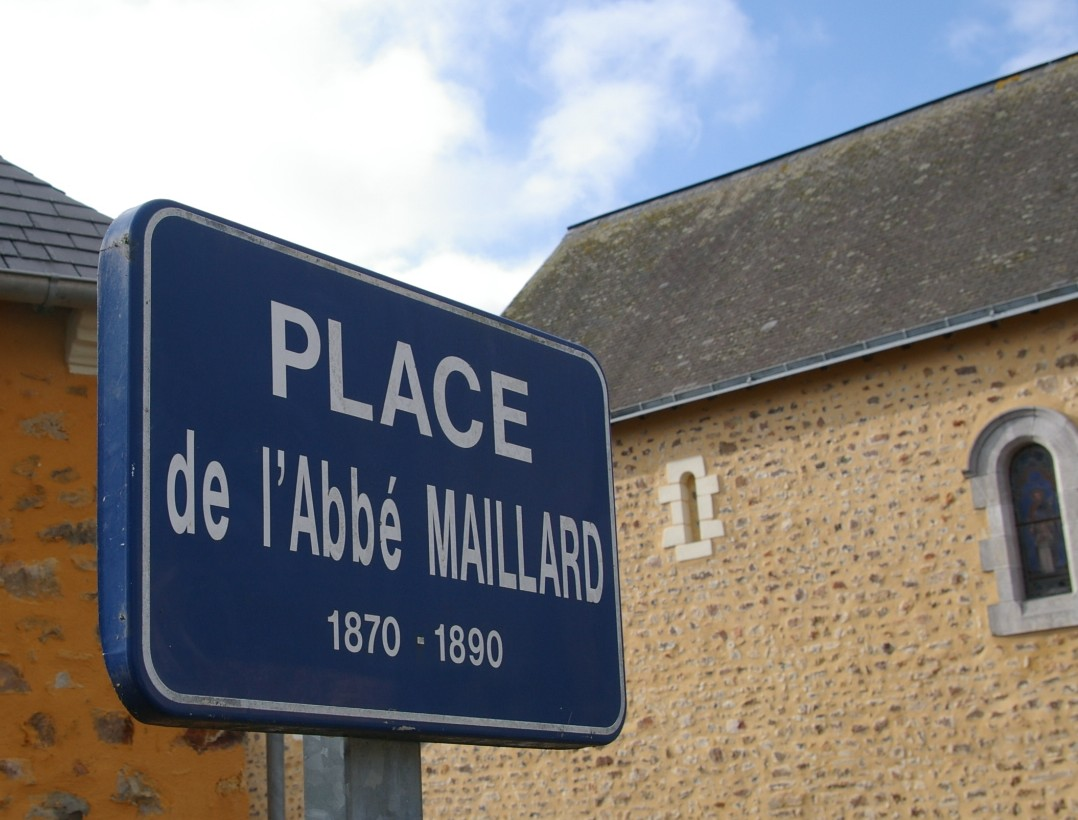
Praça e igreja de Thorigné-en-Charnie. À direita, num dos vitrais, a imagem doada pelo abade Maillard.

O abade Joseph Maillard (Houssay, 1 de Abril de 1822? - Gennes-sur-Glaize, 23 de Janeiro de 1897), foi um religioso, arqueólogo e historiador francês.

## Biografia
Joseph Maillard era vigário em Évron quando se tornou capelão-auxiliar durante a guerra da Crimeia. A bordo do Orénoque acompanhava os soldados feridos que eram transportados para Constantinopla. De regresso ao ministério paroquial como vigário, foi nomeado cura de Laubrières em 1865, e de Thorigné-en-Charnie de 1870 a 1890. 
Aproveitou a sua estadia nesta paróquia para explorar algumas estações pré-históricas da zona da ribeira de Erve e consignou o resultado das suas investigações num artigo para a Revue des Matériaux pour l'histoire primitive et naturelle de l'homme (1876), onde pretendia provar que em Thorigné o período solutrense não é directamente seguido ao musteriense. 
Publicou em 1878 duas outras brochuras: La station préhistorique de Thorigné-en-Charnie, extraída das Actualités scientifiques de l'abbé Moigno, e Les troglodytes de la vallée de l'Erve (extraída das actas do Congresso Arqueológico de 1878).
Fez doação à igreja de Thorigné-en-Charnie de quatro vitrais que representam Jesus, Maria, S. José e S. Pedro. Comunicou também no congresso de 1878 sobre o assunto dos castelos de Thorigné-en-Charnie. As colecções de objectos pré-históricos que tinha recolhido enriqueceram o museu do Instituto Católico de Angers e o Museu Municipal Laval. Transferido para a cura de Gennes-sur-Glaize em 1890, Maillard aí veio a falecer.